# Ondřej Panna
Ondřej Panna (* 9. března 1996 Pardubice) je český lední hokejista nastupující na pozici útočníka.

## Život
Svá mládežnická a juniorská léta strávil v rodném městě v dresu místního hokejového klubu. V sezóně 2015/2016 se prvně objevil mezi muži svého klubu a zároveň v rámci hostování nastoupil ke čtyřem zápasům za HC Šumperk. Následující ročník (2016/2017) hrál za pardubické muže, ale během sezóny vypomáhal i mužstvu z Kolína. Obdobná situace se opakovala i další ročník, ve kterém například na táborském zimním stadionu pomohl dvěma góly k vítězství nad tamní HC Tábor v poměru 3:2 po prodloužení a sám Panna patřil k nejproduktivnějším hráčům svého celku v celé dosavadní části soutěže. Po sezóně přestoupil z Pardubic do Slavie. Z ní pak během ročníku 2018/2019 v rámci hostování postupně zamířil do klubů HC Letci Letňany, HC RODOS Dvůr Králové nad Labem a od 31. ledna 2019 do SKLH Žďár nad Sázavou. Před sezónou 2019/2020 pak ze Slavie přestoupil do klubu HC Příbram.